# Meygal
Le Meygal est un massif montagneux d'origine volcanique, situé dans le Massif central et dans le département de la Haute-Loire, constituant une région naturelle française. Il forme le cœur du Velay et son point culminant est le Testavoyre à 1 436 m.

## Toponymie
Le nom du massif en occitan est Maigal. Sur le plan étymologique, Meygal signifie le « pays de la pierre ».

## Géographie

### Situation
Le massif du Meygal est situé à une vingtaine de kilomètres au nord-est du Puy-en-Velay. Il est bordé au nord par les monts du Forez, au sud et à l'est par le massif du Mézenc et les monts du Vivarais, à l'ouest par le massif du Devès et au nord-est par le massif du Pilat.
Les communes du massif sont Saint-Julien-Chapteuil, Saint-Hostien, Saint-Jeures, Queyrières, Yssingeaux, Araules et Champclause.

### Topographie
Entre la Peyre de Bard et le mont Rouge se trouve la combe Noire, un vallon de la Sumène où se situe le moulin de Guérin.

### Principaux sommets
Le point culminant est le Testavoyre à 1 436 mètres.
Autres sommets :
- le Mounier, 1 408 m
- le pic du Lizieux, 1 386 m
- le Montivernoux, 1 374 m
- la Tortue, 1 329 m
- le Ranc, 1 255 m
- le suc de l'Église, 1 241 m
- le suc de Montaigu, 1 240 m
- le mont Chanis, 1 232 m
- le mont Chabrier, 1 230 m
- le suc du Mounier, 1 208 m
- la Mézère, 1 203 m
- la Peyre de Bard, 1 200 m
- le Montcharret, 1 199 m
- le suc de Jorance, 1 186 m
- le suc des Ollières, 1 186 m
- le suc de Bellecombe, 1 174 m
- le mont Gros, 1 170 m
- le neck de Queyrières, 1 170 m
- le suc l'Alauze, 1 161 m
- le Clarel, 1 160 m
- le mont Rouge, 1 159 m
- le suc de Saussac, 1 149 m
- le suc d'Achon, 1 148 m
- le suc d'Ayme, 1 137 m
- le mont Loségal, 1 135 m
- le suc de Beyssac, 1 125 m
- le suc de Piou, 1 124 m
- le mont Gerbizon, 1 064 m
- le suc d'Ardemez, 1 052 m
- le mont Plaux, 1 032 m
- le suc de Chapteuil, 1 031 m
- le suc de Monac, 1 022 m

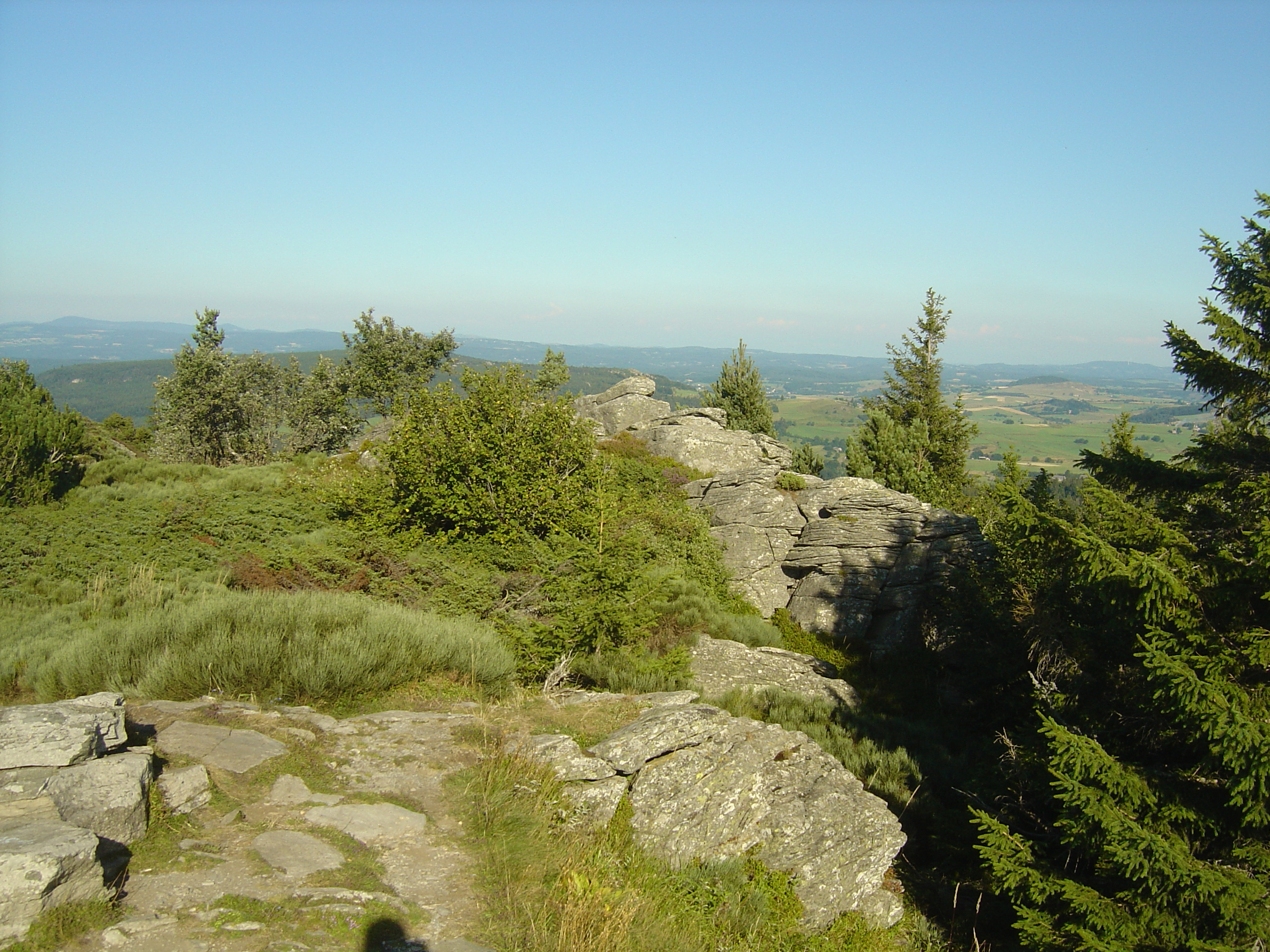
Le Testavoyre.
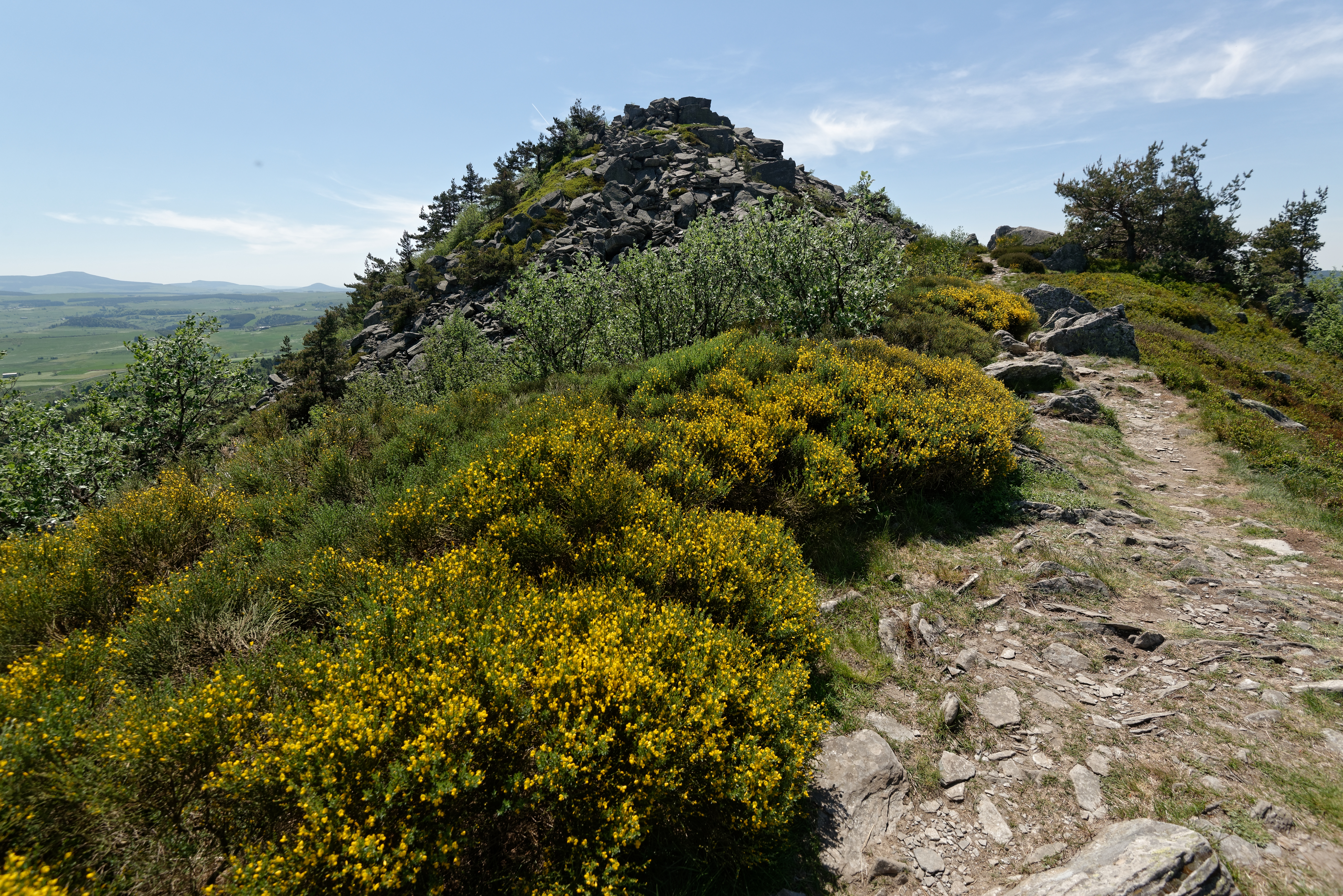
Le pic du Lizieux.
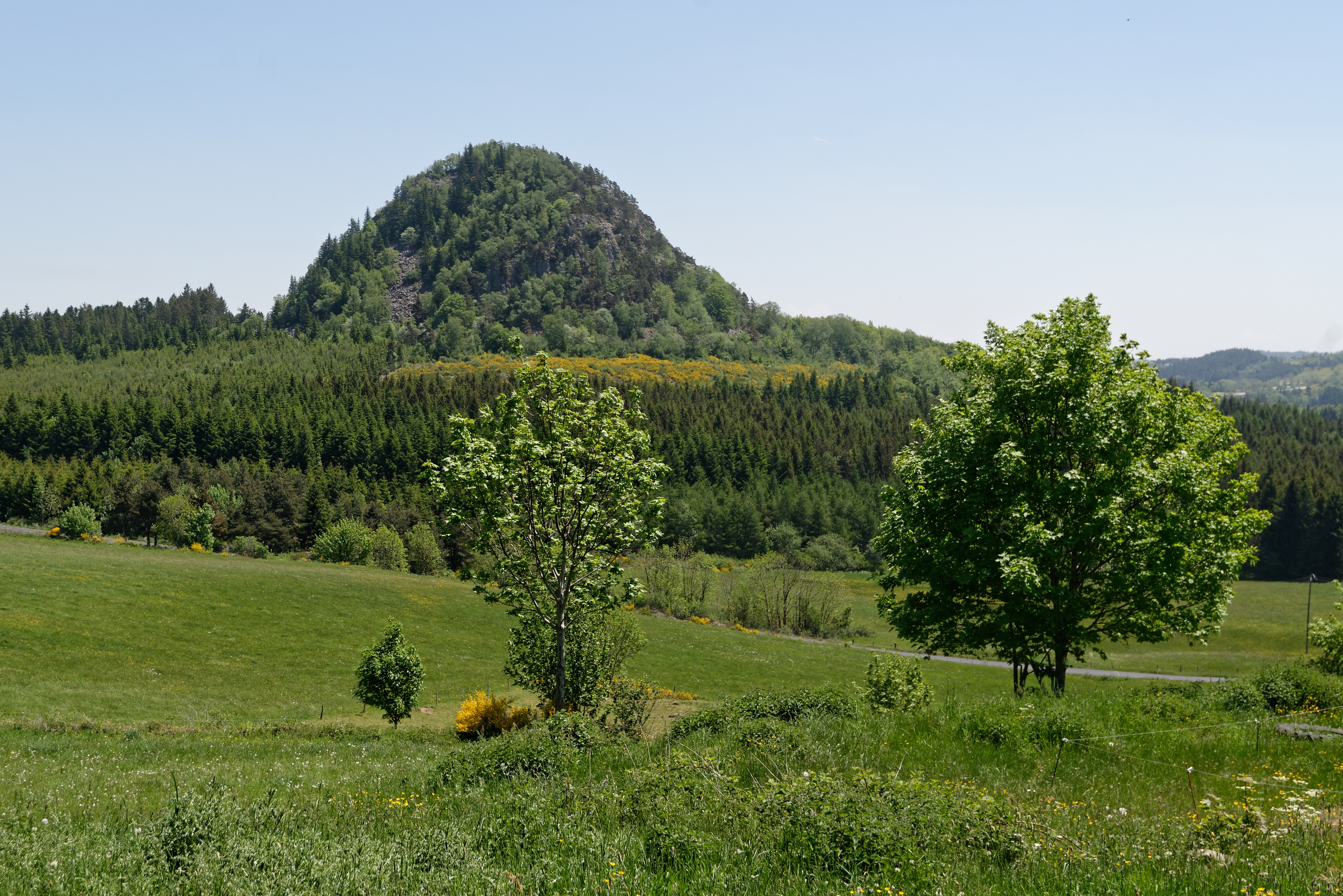
Le suc d'Achon.
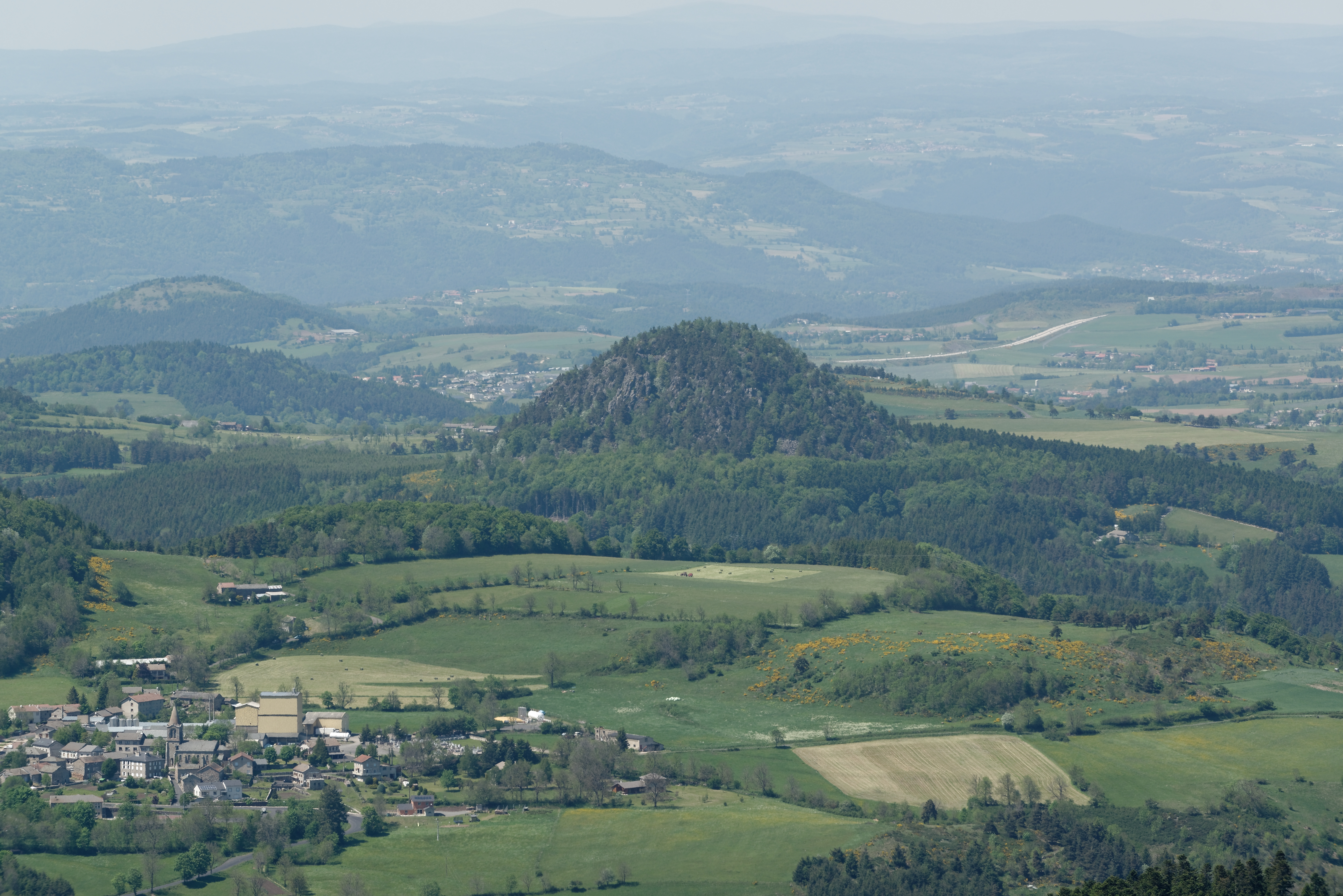
Le suc des Ollières.
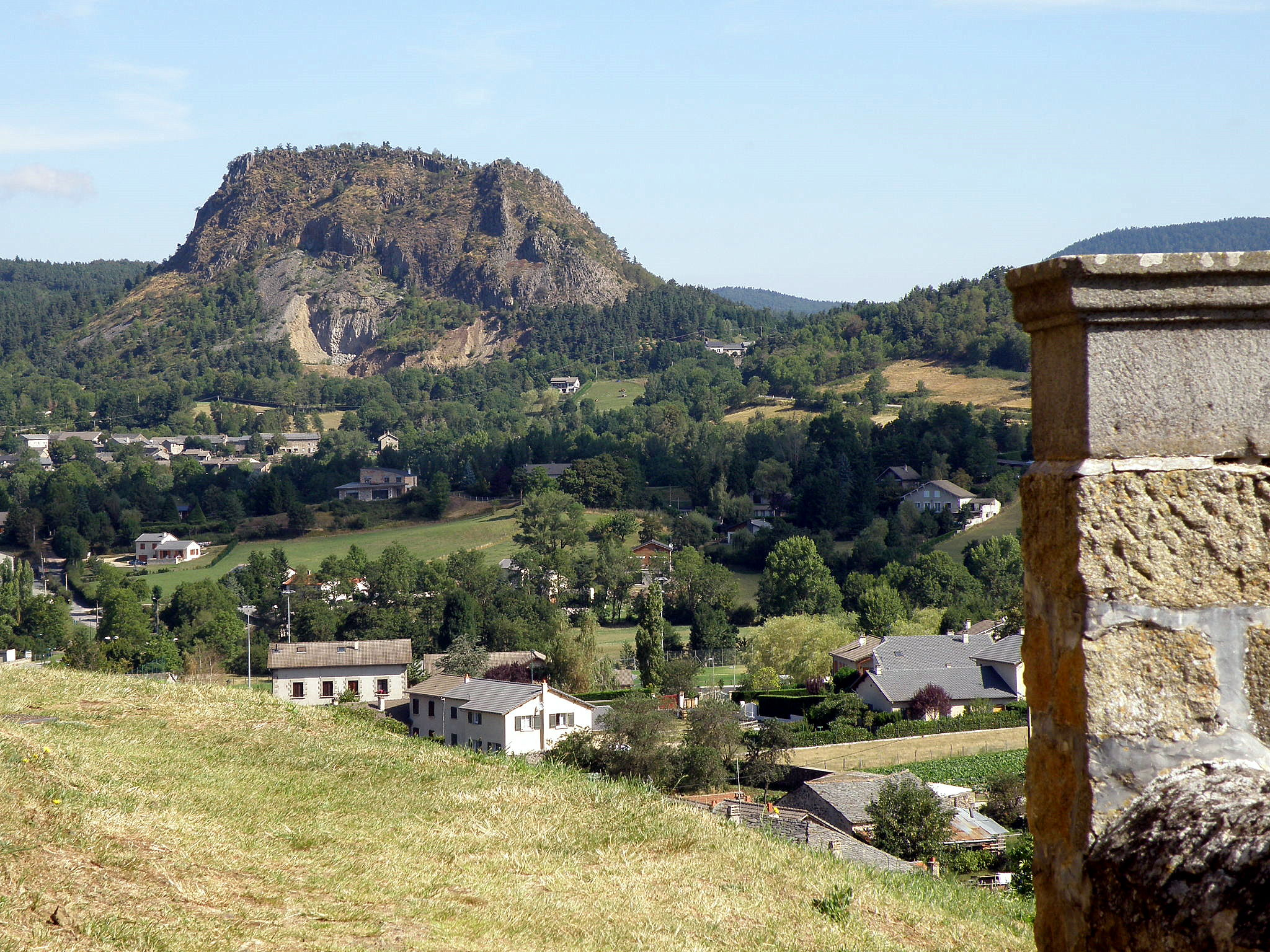
Le suc de Monac.
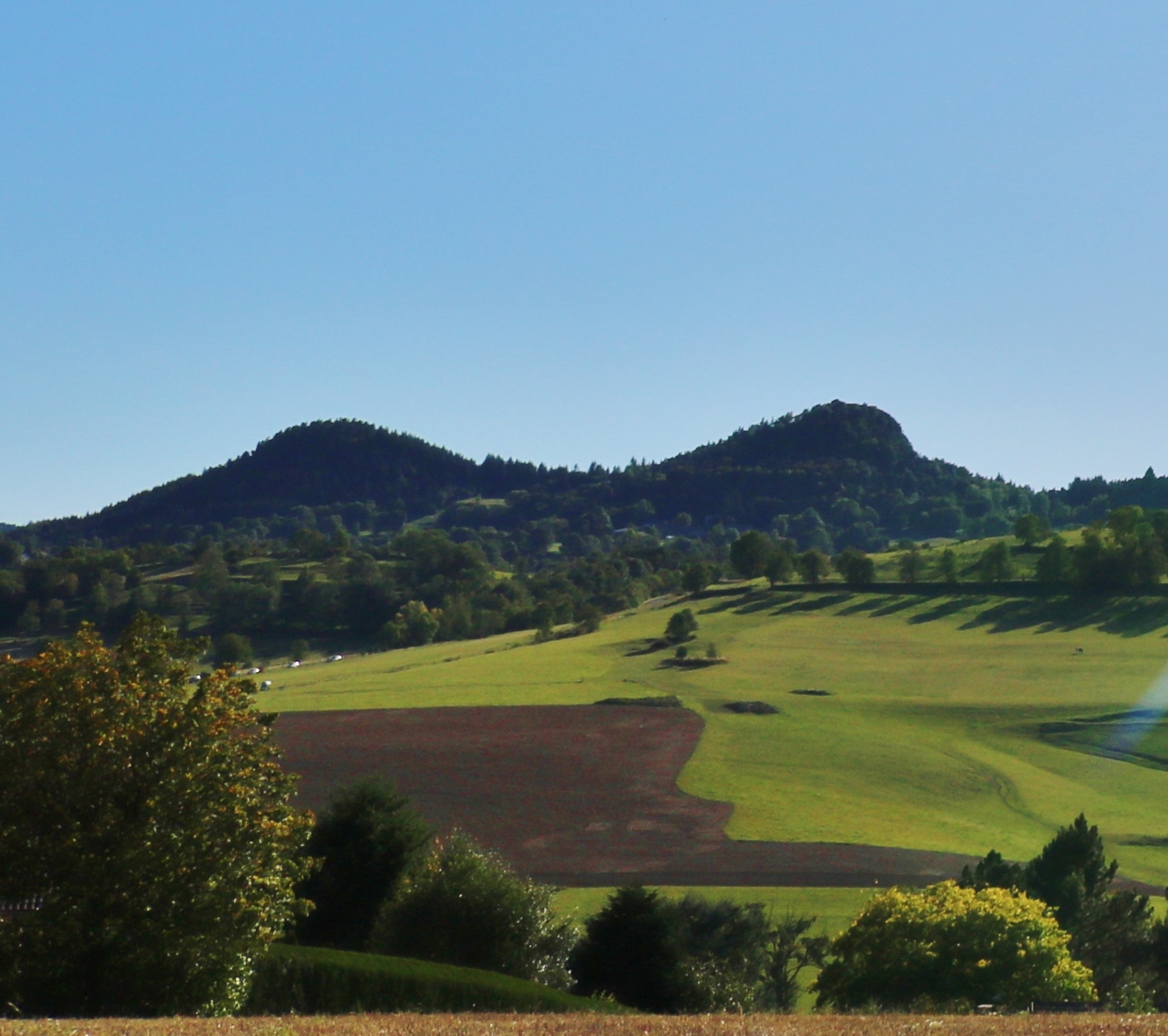
Le suc de Piou (gauche), et le suc de Saussac (droite).

### Géologie
L'origine du massif du Meygal remonte à la formation du Massif central, qui a eu lieu pendant le cycle hercynien de l'ère primaire. En raison de l'orogenèse alpine, le Meygal assiste à la réactivation de failles hercyniennes préexistantes, en même temps que l'apparition de nouvelles fissures. Ce phénomène provoque l'émergence d'activités volcaniques, entraînant la création de coulées de laves d'une grande viscosité, aux caractéristiques distinctes. Ces laves s'accumulent en formant des élévations géologiques telles que les sucs et les dômes phonolitiques ou trachytiques, qui ont grandement contribué à la configuration du paysage actuel, déjà modelé il y a 10 à 13 millions d'années.

### Climat
Le massif du Meygal présente des conditions climatiques variées. La partie nord-ouest est soumise à un climat semi-continental, tandis que la partie montagnarde du haut plateau, à partir d'environ 900 mètres d'altitude, est caractérisée par un climat montagnard. L'hiver y est rude, avec une couverture de neige qui perdure pendant de nombreux mois en altitude, et les risques de gelées tardives sont fréquents. Néanmoins, en raison de sa situation à l'est du Massif central, cette zone est sujette à des périodes de sécheresse, même en altitude.

### Faune et flore
Les espèces les plus fréquemment observées dans cette région sont des espèces caractéristiques des prairies, telles que la Flouve odorante, la Crételle, le Dactyle aggloméré, la Houlque laineuse, la Gesse des prés, le Plantain lancéolé et le Trèfle des prés. Diverses espèces sont spécifiquement associées aux altitudes élevées, telles que neuf espèces d'Achillées, le Raisin d'ours, l'Arnica des montagnes, l'Orchis sureau, la Fétuque de Billy, le Lycopode sélagine et le Lycopode des Alpes.
La forêt domaniale qui couvre le massif a été plantée vers 1860, en application d'une politique qui visait à limiter les grandes crues en boisant des zones de montagne.

## Histoire
Sur le suc de Chapteuil, on peut encore voir des vestiges de la forteresse qui a appartenu à la famille de Pons de Chapteuil.
L'histoire du Meygal au cours du XXe siècle est caractérisée par la transition d'une culture centrée sur l'exploitation de la pierre vers une culture axée sur la foresterie.

## Activités

### Tourisme
Les équipements touristiques disponibles dans la région montagneuse comprennent une piste destinée à l'entraînement des chiens de traîneau, divers espaces de repos équipés de tables et de bancs, des parkings, un parcours dédié au bicross et au VTT, ainsi qu'une zone pour s'initier à la course d'orientation. En outre, il existe plusieurs sentiers de randonnée qui traversent le massif.
L'espace trail permanent du Meygal, établi en 2016, se distingue par sa capacité à offrir un grand nombre de petits sentiers étroits, sinueux et divertissants, proposant une variété de parcours.
Le massif comporte également un domaine de ski de fond dénommé « domaine nordique du Meygal » avec 53 kilomètres de pistes, entre 1 200 et 1 436 m d'altitude, dont le départ se situe sur la commune de Queyrières, au chalet de Raffy.

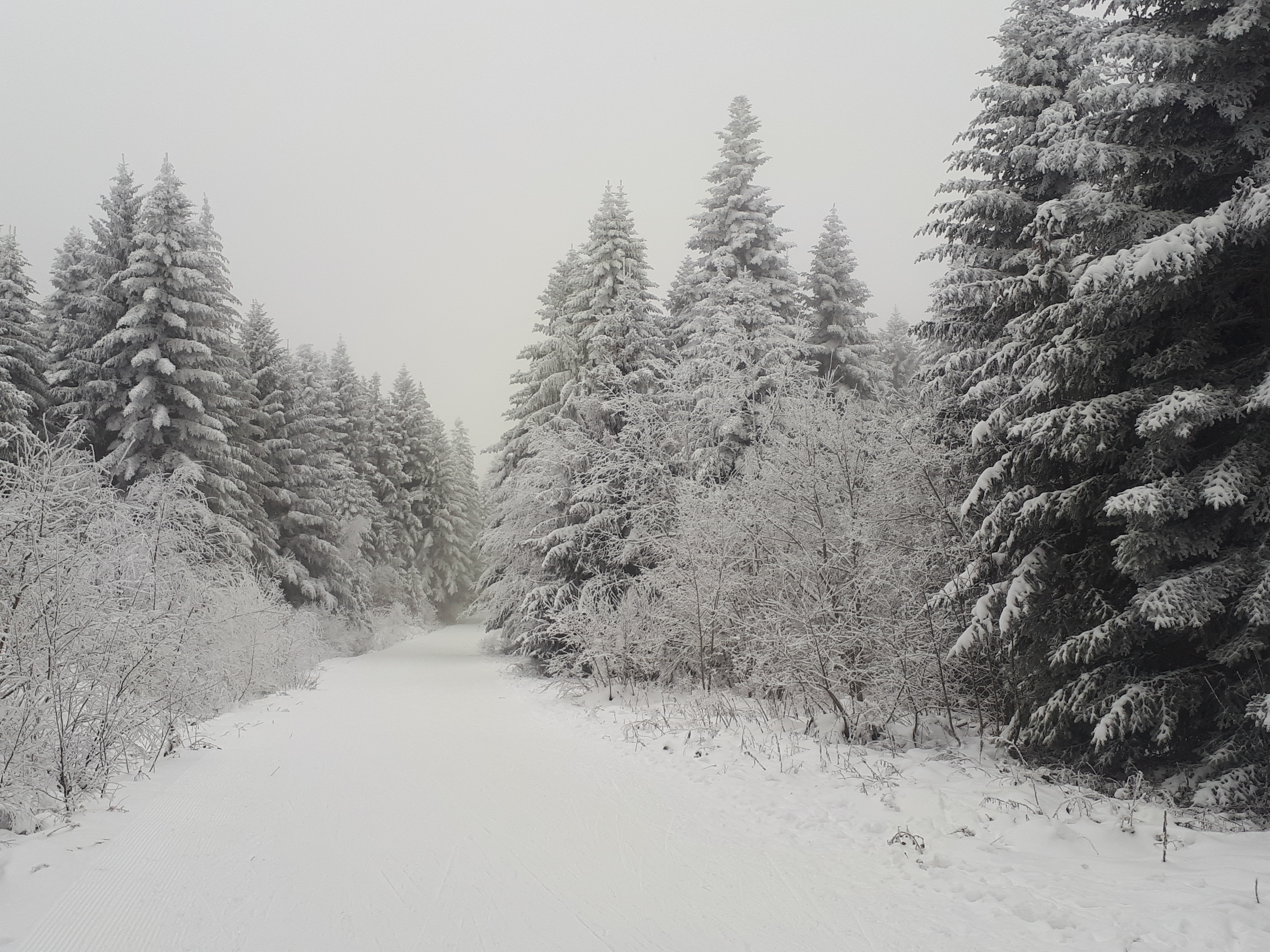
Piste du domaine.
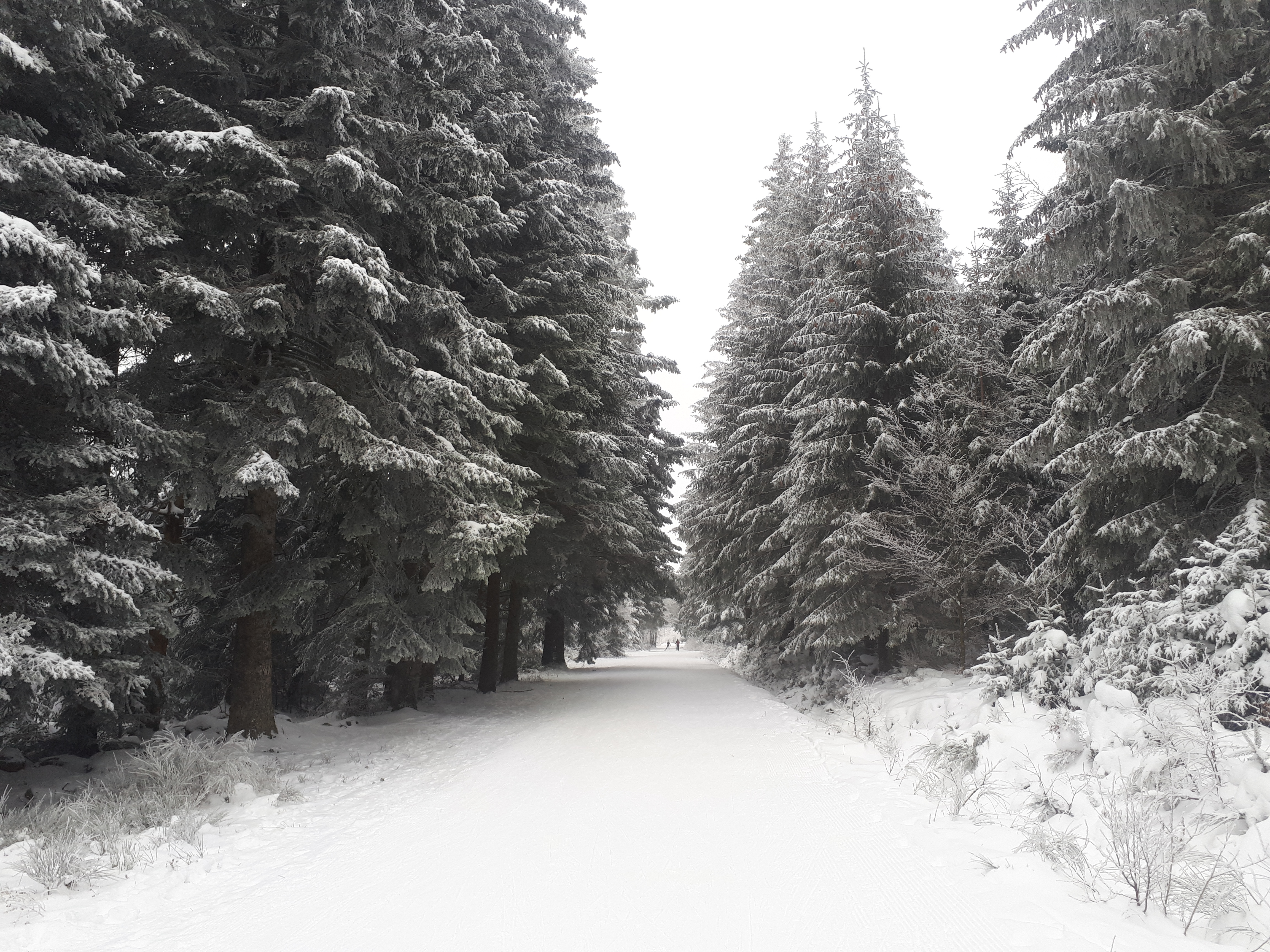
Piste du domaine.
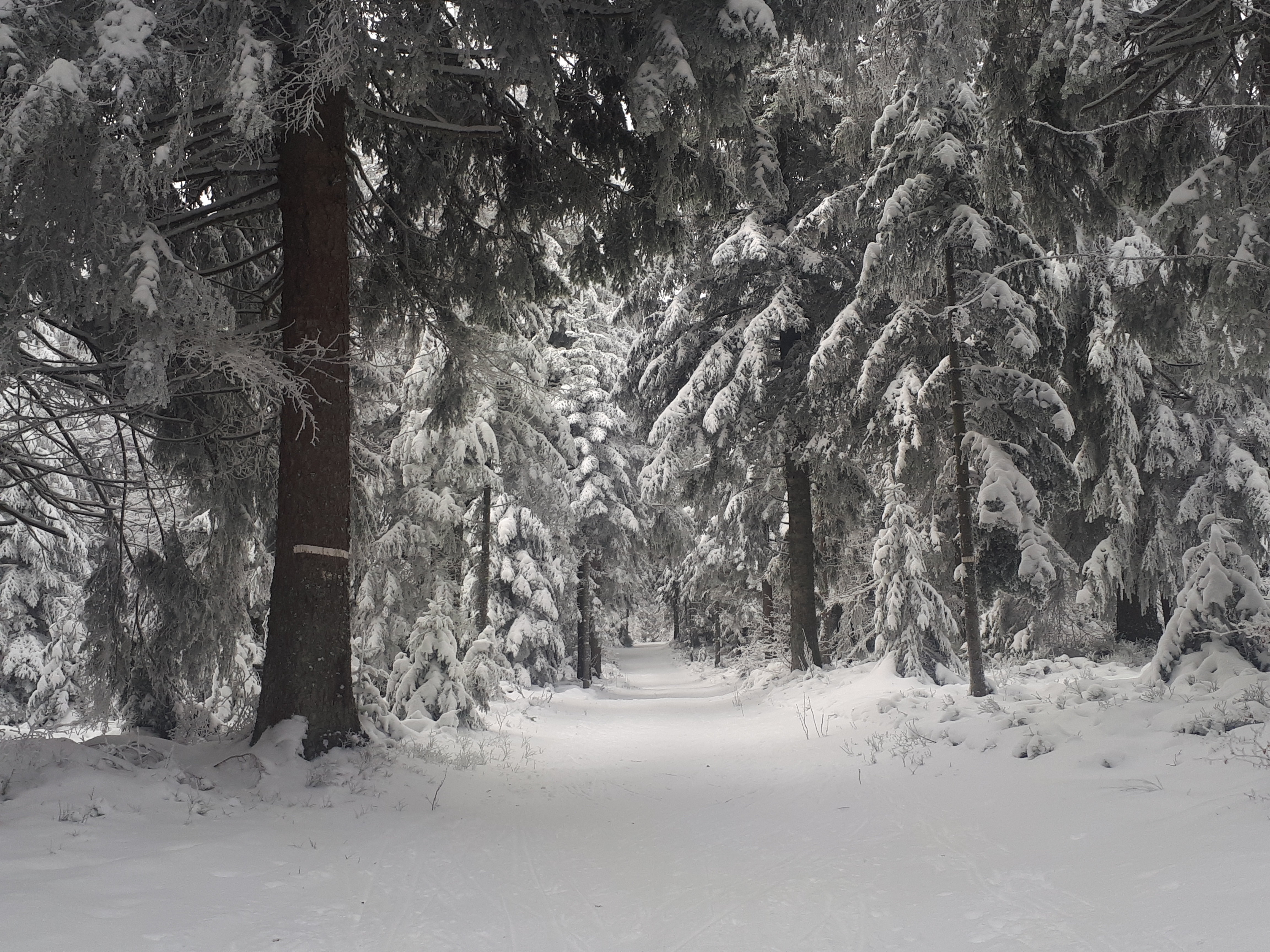
Piste du domaine.
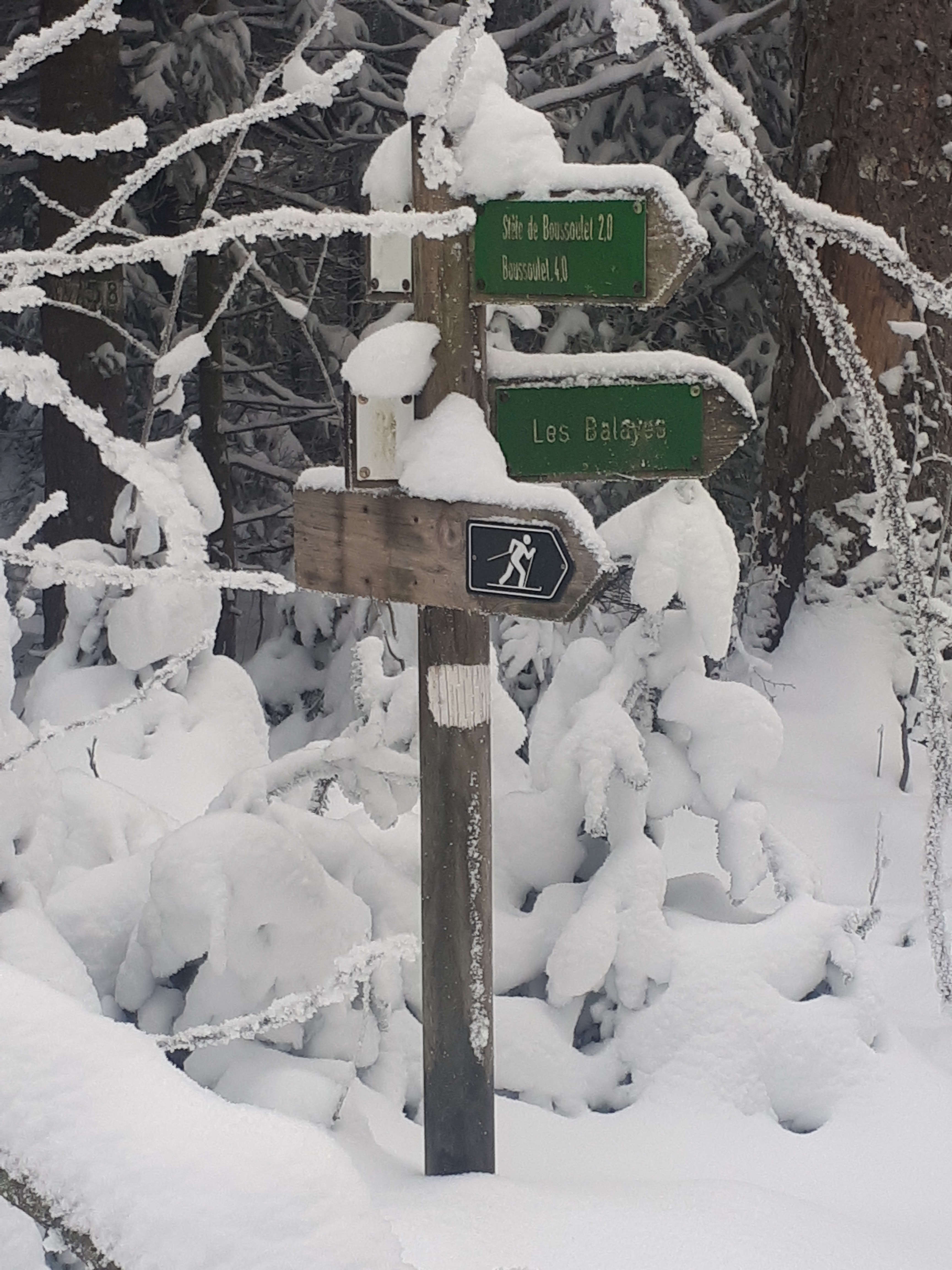
Balisage du domaine.

### Protection environnementale
Les sommets de Testavoyre, du pic du Lizieux, de Montivernoux, du Mounier et de la Tortue sont inclus dans le site Natura 2000 « sucs du Velay / Meygal » d'une superficie de 217 ha.

## Culture
Le Meygal est la région natale de Jules Romains. Entre le mont Chabrier et le Testavoyre, sur la commune de Queyrières, le long d'une petite route, se trouve la maison des Copains, ancienne maison forestière parfaitement conservée, où se situe le joyeux banquet final du roman de Jules Romains Les Copains (1913). Jules Romains aimait à s'y rendre avec ses amis. Ceux qui veulent honorer la mémoire de cet auteur s'y retrouvent volontiers, depuis 1968, un dimanche proche du 26 août, anniversaire de sa naissance,.